# Canestriniidae
Canestriniidae är en familj av spindeldjur. Canestriniidae ingår i ordningen kvalster, klassen spindeldjur, fylumet leddjur och riket djur.